# Super Mario Land
Vous lisez un « bon article » labellisé en 2010.
Super Mario Land (スーパーマリオランド, Sūpā Mario Rando) est un jeu vidéo de plates-formes développé puis édité par Nintendo pour le Game Boy. Il s'agit du premier jeu de plates-formes et du premier Super Mario sorti sur cette console. Le jeu sort en 1989 au Japon et aux États-Unis, puis en France en septembre 1990. Ce jeu fait partie des titres de lancement de la Game Boy.
Le jeu ne se déroule pas dans le Royaume Champignon, comme habituellement dans la série Super Mario jusqu'ici, mais à Sarasaland. Mario doit y sauver la Princesse Daisy du maléfique Tatanga, un extraterrestre mystérieux.
Pour la première fois dans l'histoire de la série Super Mario, Shigeru Miyamoto ne fait pas partie de l'équipe de conception du jeu. La réalisation en est confiée à Satoru Okada et la production à Gunpei Yokoi. Ceci explique les différences d'environnements et de personnages par rapport aux précédents volets.
C'est un vrai succès commercial puisqu'il se vend entre 14 et 18 millions de copies à travers le monde et le jeu fait partie des jeux les plus vendus au Japon. Super Mario Land est également très bien reçu par la presse vidéoludique qui souligne principalement la qualité du système de jeu (gameplay) et des musiques.
Super Mario Land sort six mois après Super Mario Bros. 3 mais évoque plutôt le premier épisode de la série, Super Mario Bros.. Il est suivi par Super Mario Land 2: 6 Golden Coins, sorti en 1992, puis par Wario Land: Super Mario Land 3 en 1994, où le héros est cette fois-ci Wario, le double maléfique de Mario. Ces derniers sont tous deux sortis sur Game Boy.

## Trame

### Intrigue
L'histoire de Super Mario Land se situe dans le paisible royaume de Sarasaland, divisé en quatre parties : Birabuto, Muda, Easton, et Chai. Un jour, un mystérieux personnage nommé Tatanga débarque à Sarasaland et hypnotise ses habitants. Il enlève la Princesse Daisy afin de l'épouser. Mario part donc à la recherche de Tatanga, en voyageant à travers les quatre zones géographiques de Sarasaland et en y vainquant ses sbires. Il y rencontre également des monstres qui prétendent être Daisy afin de tromper Mario à chaque fin de monde. Il retrouve et bat finalement le maléfique Tatanga et son vaisseau de combat Pagosu, dans le ciel du Royaume Chai, et sauve Daisy.

### Univers
Il existe quelques différences majeures avec les anciens jeux Mario. Beaucoup des personnages récurrents de la série des Mario, tels que Bowser, Luigi, ou la Princesse Peach, ne sont pas présents. Le lieu de l'aventure est différent, et Mario doit y délivrer non pas Peach mais la Princesse Daisy qui fait sa première apparition. Elle revient de nombreuses années plus tard, notamment dans la série des Mario Party.
Mario traverse des environnements très différents : Birabuto, inspiré de l'Égypte et de ses pyramides ; Muda, royaume maritime inspiré du Triangle des Bermudes ; Easton, inspiré de l'île de Pâques et de ses moaïs ; Chai, inspiré de la Chine antique. L'ensemble est entièrement en quatre niveaux de gris, comme l'impose l'écran monochrome de la Game Boy.
Contrairement à la croyance populaire, les ennemis les plus fréquemment rencontrés sont différents des ennemis récurrents à la série jusque-là rencontrés sur NES : en fait des habituels Goomba et des Koopa Troopa apparaissent les Chibibo et des Nokobon (dont la carapace explose après un certain temps, au lieu de pouvoir être utilisée pour tuer d'autres ennemis comme précédemment), seules les plantes Piranhas refaisant surface. Le joueur rencontre également des animaux tels que des araignées, des poissons ou des Sphinx.

## Système de jeu

### Déroulement
Le jeu est linéaire, constitué de quatre mondes, chacun découpé en trois niveaux. Les niveaux s'enchaînent sans carte des niveaux et sans menu. Ils contiennent chacun une sauvegarde automatique de mi-niveau. Il est par contre impossible de sauvegarder pour éteindre la console et reprendre le jeu plus tard. À la fin des trois premiers mondes, Mario croit délivrer Daisy mais il ne s'agit que d'un ennemi qui s'enfuit (référence au premier Super Mario Bros. sur NES, où à chaque fin de niveau un Toad est présent en lieu et place de la princesse attendue). Mario délivre Daisy à la fin du douzième et dernier niveau, avec son avion, après un combat contre Tatanga dans son vaisseau spatial.
On obtient des points à chaque fin de niveau en fonction du temps restant. Ils permettent d'obtenir des vies pour recommencer au début d'un niveau perdu. Il existe également à la fin des deux premiers niveaux de chaque monde deux manières de finir le niveau : la méthode la plus simple consiste à emprunter la porte située en bas de l'écran qui ne demande aucun effort pour y parvenir, et la méthode avantageuse demande d'accéder à la porte en hauteur et pour cela d'effectuer une petite phase de plates-formes dont la difficulté va en s'accroissant avec les niveaux. Cela permet d'accéder à un bonus où l'on peut gagner d'une à trois vies, ou une Fleur Superball.
Lorsque le jeu est terminé et tant que la console est allumée, il est possible de recommencer avec une difficulté rehaussée et des ennemis plus nombreux ; lorsqu'il est terminé deux fois de suite, l'écran-titre propose alors un choix direct parmi les douze niveaux.

### Généralités
Super Mario Land se joue comme Super Mario Bros. sur NES. Il s'agit cependant d'un jeu totalement original. Le bouton A sert à sauter et il faut maintenir B pour courir, ou appuyer sur B pour lancer des Superballs (elles partent en diagonale et rebondissent à angle droit sur les murs en ramassant les pièces qui se trouvent sur leur chemin). Pour tuer les ennemis, il faut au choix leur sauter sur la tête ou leur lancer une Superball. En frappant dans des blocs marqués d'un point d'interrogation, Mario récupère soit une pièce, soit un Super Champignon qui le fait devenir Super Mario, puis une Fleur Superball qui lui permet de lancer des Superballs. Quand il se fait toucher, Mario redevient petit s'il était Super Mario ou mieux, et il meurt s'il était petit. Mario petit ne devient que Super Mario s'il prend directement une Fleur Superball sans avoir pris de Super Champignon.
Les niveaux sont remplis de pièces qu'il faut récupérer, ce qui permet d'obtenir une vie toutes les cent pièces. Plusieurs passages secrets souvent remplis de nombreuses pièces se trouvent dans des tuyaux dans lesquels il faut entrer. Les deux premiers niveaux de chaque monde contiennent des phases de plates-formes classiques avec des ennemis. En revanche, le niveau 3 des deuxième et du quatrième mondes est un peu différent : Mario y commande respectivement un sous-marin et un avion dans des phases de shoot them up. Les engins se dirigent dans toutes les directions grâce à la croix directionnelle mais ne peuvent tirer que vers l'avant. Dans ces niveaux, le défilement est parallaxe, et si le joueur n'avance pas à un rythme soutenu, il meurt.

## Historique

### Développement
Le jeu est réalisé par Satoru Okada, notamment réalisateur principal de Metroid et de Kid Icarus, programmé par Takahiro Harada et Masao Yamamoto, deux informaticiens rodés à la conception de jeux Nintendo, ainsi que par un débutant, Masaru Yamanaka. Hirofumi Matsuoka et Masahiko Mashimo (également chargés de la conception) s'occupent des graphismes et Hirokazu Tanaka des sons. Le tout est produit pour la première fois par Gunpei Yokoi, qui démissionne quelques années après la sortie du jeu, ce qui explique que la plupart des personnages et des environnements spécifiques à Super Mario Land n'aient pas été réutilisés dans les jeux ultérieurs.
L'un des objectifs pour l'équipe de développement est de prouver que l'écran monochrome de la Game Boy peut afficher correctement un jeu de plates-formes, à l'instar des épisodes NES. Justin Searls de Nintendojo fait d'ailleurs remarquer dans son test que Super Mario Land est « très semblable au Super Mario Bros. original » et que « les sprites Mario sont presque identiques à son prédécesseur ».
L'idée que Mario tire des rayons laser dans Super Mario Land est déjà présente dans les documents de travail de Super Mario Bros. mais n'est finalement pas intégrée au jeu final.
Nintendo veut d'abord sortir le jeu en pack avec le Game Boy mais se ravise pour finalement sortir la console avec Tetris, après que Henk Rogers, le directeur de la Tetris Company, a convaincu la branche américaine de la firme en expliquant au directeur de l'époque, Minoru Arakawa, que Super Mario Land risque de ne se vendre qu'auprès des jeunes garçons et de ne pas toucher, à l'inverse de Tetris, l'ensemble des classes d'âge et de sexe. Le jeu sort donc en même temps que la console, mais est vendu séparément.
La bande originale est composée par Hirokazu « Hip » Tanaka, également compositeur d'autres musiques de précédents jeux Nintendo comme Kid Icarus et Metroid,, deux jeux phares de la NES. La musique sera ensuite arrangée par Ikuro Fujiwara pour être jouée par le Mario Freaks Orchestra. Lors des phases d'invincibilité, la musique est un arrangement du "Galop Infernal", lui-même tiré de l'opéra-bouffe Orphée aux Enfers de Jacques Offenbach. La bande originale comporte 10 pistes pour un total de 34 minutes et 54 secondes. Elle sort au Japon le 1er septembre 1989 sous le label Columbia Records,.

### Critiques et ventes
Super Mario Land sort six mois après Super Mario Bros. 3 mais évoque plutôt le premier épisode de la série, Super Mario Bros.. Super Mario Land est considéré comme un jeu majeur de la génération Game Boy,,.
La critique apprécie particulièrement la bande son et le système de jeu. Elle relève également que le jeu est assez facile par rapport aux Super Mario Bros. précédents.
Cependant, une réserve est émise sur la durée de vie et la difficulté jugées faibles ainsi que sur les décors parfois vides et les ennemis peu nombreux.
Le jeu est réédité aux États-Unis en 1996 dans la gamme Choix des Joueurs, réservée aux jeux s'étant écoulés à plus d'un million d'exemplaires.
Au Japon, le jeu totalise plus de 86 000 ventes durant sa première semaine de commercialisation et environ 585 000 au bout de vingt semaines. Super Mario Land est en 2000 le 4e jeu le plus vendu de tous les temps au Japon derrière Super Mario Bros., Tetris et Pokémon Rouge. Il comptabilise entre 4,1 et 4,2 millions d'exemplaires vendus depuis sa sortie en 1989,.
Au total, selon les sources, entre 14 et plus de 18 millions d'unités sont vendues dans le monde,.

### Héritage
Trois ans après la sortie de Super Mario Land, la suite Super Mario Land 2: 6 Golden Coins voit le jour. Dans cet opus, Mario affronte Wario, son double maléfique qui fait son apparition pour la première fois. La palette de mouvements s'étoffe et Mario peut à présent planer grâce à un nouvel objet symbolisé par une carotte. Les sprites des personnages sont plus gros et l'aspect graphique et l'animation en général sont améliorés.
Vient ensuite Wario Land: Super Mario Land 3, sorti en 1994, soit seulement deux ans après Super Mario Land 2. Le héros que dirige le joueur est à présent Wario. Le système de jeu est complètement transformé : le héros peut à présent charger ses adversaires ou encore acquérir de nouveaux pouvoirs en changeant de coiffe. Cet épisode marque le début de la série des Wario Land, qui comporte trois épisodes sortis après celui-ci sur les différentes versions du Game Boy éditées respectivement en 1998, 2000 et 2001, ainsi qu'un épisode sur Virtual Boy édité en 1995 et un sur Wii édité en 2008.
Super Mario Land ressort sur la Console virtuelle de la Nintendo 3DS le 7 juin 2011,, ainsi que sur celle de la Nintendo Switch le 15 mai 2024.
En novembre 2011 sort sur Nintendo 3DS Super Mario 3D Land, dont le nom est tiré de Super Mario Land.
Le jeu a été recréé en entier dans Super Mario Maker (Wii U, 2015), jeu dont la particularité est de pouvoir éditer ses propres niveaux.

## Apparitions dans d'autres médias
- Dans le slasher comique Le Bouffon de l'horreur (Funny Man) de 1994, la fille ainée de la famille joue à Super Mario Land sur sa Game Boy, juste avant d'être fauchée par le fameux «Bouffon» donnant son titre au film.